# Iota Trianguli
Iota Trianguli (6 Trianguli) é uma estrela na direção da constelação de Triangulum. Possui uma ascensão reta de 02h 12m 22.32s e uma declinação de +30° 18′ 11.6″. Sua magnitude aparente é igual a 4.94. Considerando sua distância de 305 anos-luz em relação à Terra, sua magnitude absoluta é igual a 0.08. Pertence à classe espectral F5V comp SB. É uma estrela variável RS Canum Venaticorum.